# 小桜セレナ
小桜 セレナ（こざくら セレナ、1969年（昭和44年）8月23日 - ）は、日本の元女優。東京都出身、血液型はA型。乙女座。
元サンズエンタテイメント所属。

## 人物
- かつては「カミオン セレナ」（かみおん せれな）の名で関西ローカルのTV番組で活動していた。
- 特技は英会話。趣味は油絵、料理、読書、愛犬と遊ぶこと。
- 好きな色は、夢見るピンク色。
- 長所：健康思考・明朗元気、短所：愛犬に貢いでしまう。
- Yahooやlivedoorでのブログは、人気ブログランキング入りを5年継続していた。
- 愛犬の名前はPrinzessin。「プリンツェシン」と読む。ドイツ語で姫の意。
- 年齢は、当初は本来の「1969年生まれ」で、20年間芸能活動を続けていた。2000年に行われた番組企画でファン公認のもと「1979年生まれ」に変更し、芸能活動を続けていた。下記の裁判で、2008年3月3日に逆転無罪を勝ち取った際の記者会見で、実年齢に関する資料が本人と弁護士によりマスコミに配布された。2008年に本人の希望により実年齢に戻し、活動を再開する。

## 略歴

### 活動休止前
- 父親の仕事の都合により、生後2カ月で海外に移住する。小学校に入学するころに海外から帰国し、モデルを続ける。
- 再度進学のため父親とアメリカに帰ったが、年に数回、日本とアメリカを行き来していた。
- MCなどで活躍。英語が堪能で全て英語によるMCも完璧で超売れっ子だった。
- 美術の大学の他、ボーカルスクール、演劇学校、日テレ系列のアナウンサー学院を卒業している。
- 1998年頃に米国より帰国し、都内に居を移した。
- 外資系企業派遣家庭の英語圏児童達に全て英語で勉強を教える家庭教師グループに在籍していた時期があった。明朗で面白く可愛い先生として人気があったが、K's にタレントとして所属したため家庭教師に来られなくなった。
- オーディションで合格し番組のアシスタントなどでレギュラー番組にも出演していた。後に芸優、DAIPRO、早川プロダクションや放映プロジェクトに、アルバイトでCMタレントとして登録。2006年9月15日、早川プロダクションを辞める。
- テレビショッピング専門チャンネルQVCの健康器具「ビー・ビー・ビーフラ」の紹介に出演。ブレイクのきっかけになった番組の出演は1回（45分）だけ。バストの大きさから週刊誌などで風船カップと呼ばれる。なお、胸が大きくなり始めたのは小学3年生ごろ。
- 黒澤フィルムのオーディション合格をきっかけに、舞台活動やハリウッド映画の稽古に没頭し、エキストラのバイトをきっぱりやめる。以降はタレント業専業となり、芸映タレントアカデミーに移籍した。

### 虚偽告訴と無罪判決
- 2006年11月18日に稲川素子事務所の共同玄関を破壊したという器物損壊を理由で告訴されたが、2008年3月3日に東京高等裁判所で開かれた控訴審判決で、原田國男裁判長(当時)は「小桜の胸囲は、蹴り破られたドアの穴より大きく通り抜けることが出来ない」と目撃証言を否定。小桜は逆転無罪を勝ち取り、無実を証明した[1]。また、小桜は同年4月、告訴人であった2人を偽証容疑で東京地方検察庁に告発した[2]。
- 原告側の証言を元に記事を作成した週刊誌「FLASH」（光文社）に、傷害事件の誤報が載せられた。のちに小桜が傷害事件の被害者だったことが判明し、2008年5月にFLASH側が全面的に間違いを認め謝罪。光文社との和解が成立する[3]。
- この事件のことを彼女のブログでは「稲川素子事務所の関係者に暴行を加えられていた。それなのに…」と書かれていて「罠にはめられた」と書かれている。ブログによるとまだ会社関係者に嫌がらせを受けていたり事件のトラウマが残っているように書かれている。

### 活動再開後
- 2008年8月、山岸事務所から写真集SERENADEが出版される。
- 写真集発売翌月、山岸事務所のグリーン&ウォーターに所属する形で撮影されたDVDセレナーデが発売される。
- 野田義治にキャラとナイスボディを惚れこまれサンズエンタテイメントに専属となる。
- サンズエンタテイメントの「デカメロン」はPLAYBOYビデオ仕様のプロモーションビデオと、2008年10月のアサヒ芸能誌に掲載されていた。サンズエンタテイメントでの代表作である。
- 週刊PLAYBOYにも、2008年10月中に記事が掲載されている。
- 2008年12月1日、芸能人限定メーカーMUTEKIより、サンズエンタテイメント専属後初仕事であるイメージDVDが出される。
- その後は目立った活動が途絶えフェイドアウトしたも同然となり、2019年現在の消息や動向は不明。自身のブログの更新は2009年11月5日で止まっている。
- 稲川素子事務所の固定電話より嫌がらせの電話が何本もかかって怯えていることがブログに書かれている。

## 出演作品

### 写真集
- SERENADE（セレナーデ）（2008年7月5日発売 竹書房） - カメラマンは山岸伸とSERENA（小桜セレナ）

### イメージDVD
- SERENADE（2008年8月22日発売）（山岸事務所グリーン&ウォーター所属として撮影されるが野田義治が横取り）
- デカメロン（2008年12月1日発売）（MUTEKI（アダルトイメージビデオ） サンズエンタテイメント契約による初仕事だった模様）
- 巨乳でよかった・・ 小桜セレナ（上記MUTEKIと同内容）

### 映画
- ワイルドスピードX3 TOKYO DRIFT（2006年、ユニバーサル製作）
- 明日の記憶（2006年）

### Vシネマ
- 白竜　暗殺計画(2009年、GPミュージアムソフト)

### テレビ
- 神さまぁ〜ず（TBS）
- サンデージャポン（TBS）- 桜のレポートの回と西川史子の誕生日レポートの回
- ラジかるッ（日本テレビ）- カラオケで優勝
- 〜遠隔操作トークバラエティ〜ウドで訊く! （テレビ神奈川）
- 特命係長 只野仁スペシャル2〜狙われたセレブな女たち〜（2005年、テレビ朝日系） - セレブ役　*キャストクレジット無し
- 刑事部屋〜六本木おかしな捜査班〜（テレビ朝日系） - セレブ役
- こたえてちょーだい!（フジテレビ系） - 再現ドラマでのキャバクラ嬢役
- クイズ!人生ゲーム 〜THE QUIZ OF LIFE〜（BS朝日）
- 輪舞 （TBS or フジテレビ系列？）- 外国人役
- 下北サンデーズ（2006年、テレビ朝日系） - 居酒屋ちくわ木産の外国人店員役
- 恋のから騒ぎ・ドラマスペシャル 〜Love StoriesIII〜（2006年、日本テレビ系） - 元ヤンキーの少女役
- 手の上のシャボン玉（2006年）- 野球観覧をする外人役
- QVC

### PV
- RYO the SKYWALKER「Burn Sky」

### グラビア雑誌
- 週刊ポスト（2005年9月30日号、小学館）
- FLASH（2005年8月16日号、光文社）
- 週刊アサヒ芸能
- 週刊実話
- フライデー (雑誌)

### CM
- センコー（流通業）2005年 - 2006年
- モイスティーヌ（基礎化粧品）2005年、白人のハンドモデル
- 北海道銀行 2005年、ますだおかだと共演